# 4885 Grange
4885 Grange este un asteroid din centura principală, descoperit pe 10 iunie 1980 de Carolyn Shoemaker.